# Унилахи
Унила́хи (малаг. Onilahy) — река на юге Мадагаскара в провинции Тулиара, впадает в Мозамбикский пролив.
Длина реки (вместе с Мангуки) — 400 км. Площадь водосборного бассейна — 32 тысячи км².
Мангуки начинается с северо-западных склонов горного массива Ивакуани, на высоте около 1300 м над уровнем моря. Унилахи образуется в результате слияния четырёх рек: Мангуки, Исуанала, Ихазуфуци и Ималуту. После горного массива Исалу генеральным направлением течения Унилахи становится запад. Русло на этом отрезке становится извилистым и очень широким, с многочисленными песчаными отмелями в межень, особенно вблизи устья, где, пересекая известняковые плато, Унилахи теряет значительное количество вод. Впадает в бухту Сент-Огюстен Мозамбикского пролива, юго-восточнее города Тулиара.